# تیمور پرتغال
تیمور پرتغال (به لاتین: Portuguese Timor) یک مستعمره سابق در آسیای جنوب شرقی است.
این سرزمین در سده ۱۶ میلادی مستعمره پرتغال شد. در سال ۱۹۷۵ سرانجام این سرزمین استقلال خود را از پرتغال به دست آورد اما در همان سال اندونزی اشغال نمود.